# Hyphaereon
Hyphaereon is een geslacht van kevers uit de familie van de loopkevers (Carabidae). De wetenschappelijke naam van het geslacht is voor het eerst geldig gepubliceerd in 1825 door W.S. MacLeay.

## Soorten
Het geslacht Hyphaereon omvat de volgende soorten:
- Hyphaereon baehri N.Ito, 2004
- Hyphaereon borneensis N.Ito, 1990
- Hyphaereon celebensis Louwerens, 1951
- Hyphaereon consors (Bates, 1886)
- Hyphaereon cordens Darlington, 1968
- Hyphaereon drescheri (Andrewes, 1937)
- Hyphaereon hornianus (Schauberger, 1938)
- Hyphaereon laosensis N.Ito, 2004
- Hyphaereon lautulus Andrewes, 1929
- Hyphaereon lawrencei N.Ito, 1997
- Hyphaereon levis Darlington, 1968
- Hyphaereon limatus (Andrewes, 1937)
- Hyphaereon maculatus (Bates, 1886)
- Hyphaereon masumotoi (N.Ito, 1991)
- Hyphaereon pallidipes N.Ito, 2004
- Hyphaereon planipennis N.Ito, 2007
- Hyphaereon reflexus W.S.Macleay, 1825
- Hyphaereon shibatai (N.Ito, 1990)
- Hyphaereon splendens (N.Ito, 1997)
- Hyphaereon subviridipennis N.Ito, 2004
- Hyphaereon timidus Darlington, 1968
- Hyphaereon uenoi (N.Ito, 1995)
- Hyphaereon vittatus (Andrewes, 1926)